# Rhytiphora delicatula
Rhytiphora delicatula är en skalbaggsart som beskrevs av Mckeown 1948. Rhytiphora delicatula ingår i släktet Rhytiphora och familjen långhorningar. Inga underarter finns listade i Catalogue of Life.